# ألكسندرا يموان
ألكسندرا يموان (بالفرنسية: Alexandra Ferenc-Lemoine)‏ هي لاعبة جمباز فني فرنسية، ولدت في 1 أبريل 1928.

## وصلات خارجية
- ألكسندرا يموان على موقع اللجنة الأولمبية الدولية (الإنجليزية)
- ألكسندرا يموان على موقع أوليمبيديا (الإنجليزية)